# ふじみ野駅
ふじみ野駅（ふじみのえき）は、埼玉県富士見市ふじみ野東一丁目にある、東武鉄道東上本線の駅である。駅番号はTJ 18。副駅名は「文京学院大学前」。

## 概要
上福岡駅 - 鶴瀬駅間は比較的駅間距離が長く、特に大井村(現・ふじみ野市)では村域に鉄道が通過することから大井新駅として東武鉄道に対し、1952年(昭和27年)頃から継続的に要望を行い苗間地区では土地の確保を行っていた。しかし1984年(昭和59年)、東武鉄道は比較的検討を行った結果、富士見市勝瀬原地内に新駅を設置することに決定することになった。その際に複々線用の除く用地は大井町(当時)に返還された

## 歴史
- 1951年（昭和26年）9月1日：運行本数の増加に対応するため、鶴瀬村大字勝瀬の現在地にききょう原信号所を開設[4]。
- 1954年（昭和29年）3月1日：鶴瀬 - 上福岡間の複線化に伴い、ききょう原信号所を廃止[4]。
- 1993年（平成5年）11月15日：開業[1][2]。
- 1994年（平成6年）3月24日：西口に駅ビル「アイムプラザ」が開業[5]。
- 2008年（平成20年）
  - 3月18日：発車メロディを導入。
  - 3月25日：西口・東口ロータリーにモニュメントが完成。
  - 6月14日：「TJライナー」の運行開始。東京メトロ副都心線開通により、同線との相互直通運転列車の停車開始。日中の緩急接続はなくなる。
- 2011年（平成23年）3月5日：「TJライナー」の増発。日中の緩急接続が復活。
- 2013年（平成25年）3月16日：ダイヤ改正により「快速」が設定され、停車駅となる。「TJライナー」が全列車が小川町行きとなり、平日ダイヤが1本、土曜日・休日ダイヤが2本増発され、利便性が向上した。
- 2017年（平成29年）4月5日 - 5月7日：同年4月8日・9日に富士見市制施行45周年記念事業で「ももクロ春の一大事2017 in 富士見市 〜笑顔のチカラ つなげるオモイ〜」の開催を記念し、東口の駅名をももいろクローバー駅Zに変更[6]。初日には同市出身の有安杏果が一日駅長に就任[7]。
- 2022年（令和4年）4月8日 - 2023年（令和5年）3月31日：富士見市制施行50周年記念企画でももいろクローバーZの楽曲が発車メロディとなる[8][9][10][注釈 1]。初日には高城れに・佐々木彩夏が一日駅長に就任[11]。
- 2023年（令和5年）3月18日：ダイヤ改正により、快速が廃止。

## 駅構造
島式ホーム2面4線の地上駅で、橋上駅舎を有する。
出口は西口・東口の2か所である。ホームと改札コンコース階との間は、エレベーター・エスカレーター・階段により連絡している。
2010年12月上旬には案内サインをピクトグラムを用いたものに更新した。
東武川越駅管区傘下の駅長配置駅で、みずほ台駅 - 上福岡駅間を管理する。

### のりば
| 番線 | 路線   | 方向 | 行先     |
| ---- | ------ | ---- | -------- |
| 1・2 | 東上線 | 下り | 川越方面 |
| 3・4 | 東上線 | 上り | 池袋方面 |

1・4番線は待避線で、上下線とも緩急接続が可能である。

### 列車運行
開業当初より、急行停車駅とされた。当駅開業前、志木駅 - 川越市駅間に待避可能な駅がなく、急行などの優等列車は先行する準急や普通に追いつくのを防ぐため、速度を落としたダイヤが組まれていた。このため、当駅を緩急接続可能な構造とし、あわせて優等列車停車駅としたものである。TJライナー運行開始時に停車駅となったが、同時に設定された快速急行は通過する。TJライナー以前に設定されていた特急は通過していた。2019年3月16日ダイヤ改正時に設定された「川越特急」も当駅は通過する。
当駅では終日にわたって普通・準急と急行・快速の緩急接続が実施されている。夕方以降は「TJライナー」との緩急接続や快速急行の通過待ちも行われる。この場合、「TJライナー」の緩急接続・急行の緩急接続を同時に行う準急があり、当駅で7 - 9分ほど停車する。
当駅から「TJライナー」に乗車する際、森林公園・小川町方面に乗車する場合は座席指定券が不要であるのに対し、池袋方面へ乗車する場合は座席指定券370円（小児190円）が必要になる。
2023年3月18日のダイヤ改正より「Fライナー」が東上線内快速急行に格上げされ、当駅は通過となった。そのため日中時間帯においては地下鉄に直通する列車は普通、急行のみとなる。

## 利用状況
2024年度の1日平均乗降人員は62,055人である。開業年から年々増加傾向にある。
開業以降の1日平均乗降人員および乗車人員の推移は下表のとおりである。
| 年度               | 1日平均 乗降人員 | 1日平均 乗車人員 | 出典       |
| ------------------ | ---------------- | ---------------- | ---------- |
| 1994年（平成06年） | 26,794           | 12,290           |            |
| 1995年（平成07年） | 30,084           | 15,572           |            |
| 1996年（平成08年） | 35,663           | 18,658           |            |
| 1997年（平成09年） | 39,694           | 20,946           |            |
| 1998年（平成10年） | 42,675           | 22,778           |            |
| 1999年（平成11年） | 45,430           | 24,382           | [ * 1 ]    |
| 2000年（平成12年） | 48,115           | 25,738           | [ * 2 ]    |
| 2001年（平成13年） | 51,414           | 26,169           | [ * 3 ]    |
| 2002年（平成14年） | 52,502           | 26,742           | [ * 4 ]    |
| 2003年（平成15年） | 53,731           | 27,410           | [ * 5 ]    |
| 2004年（平成16年） | 54,312           | 27,698           | [ * 6 ]    |
| 2005年（平成17年） | 54,702           | 27,886           | [ * 7 ]    |
| 2006年（平成18年） | 56,631           | 28,847           | [ * 8 ]    |
| 2007年（平成19年） | 58,864           | 29,876           | [ * 9 ]    |
| 2008年（平成20年） | 60,177           | 30,421           | [ * 10 ]   |
| 2009年（平成21年） | 60,862           | 30,717           | [ * 11 ]   |
| 2010年（平成22年） | 61,542           | 31,035           | [ * 12 ]   |
| 2011年（平成23年） | 61,649           | 30,846           | [ * 13 ]   |
| 2012年（平成24年） | 63,292           | 31,674           | [ * 14 ]   |
| 2013年（平成25年） | 65,225           | 32,656           | [ * 15 ]   |
| 2014年（平成26年） | 64,904           | 32,509           | [ * 16 ]   |
| 2015年（平成27年） | 65,874           | 33,009           | [ * 17 ]   |
| 2016年（平成28年） | 66,149           | 33,162           | [ * 18 ]   |
| 2017年（平成29年） | 67,250           | 33,697           | [ * 19 ]   |
| 2018年（平成30年） | 67,543           | 33,846           | [ * 20 ]   |
| 2019年（令和元年） | 66,843           | 33,497           | [ * 21 ]   |
| 2020年（令和02年） | 49,477           | 24,783           | [ * 22 ]   |
| 2021年（令和03年） | 54,923           | 27,513           | [ 東武 3 ] |
| 2022年（令和04年） | 59,305           | 29,717           | [ 東武 4 ] |
| 2023年（令和05年） | 61,092           | 30,600           | [ 東武 5 ] |
| 2024年（令和06年） | 62,055           | 31,071           | [ 東武 1 ] |

## 駅周辺

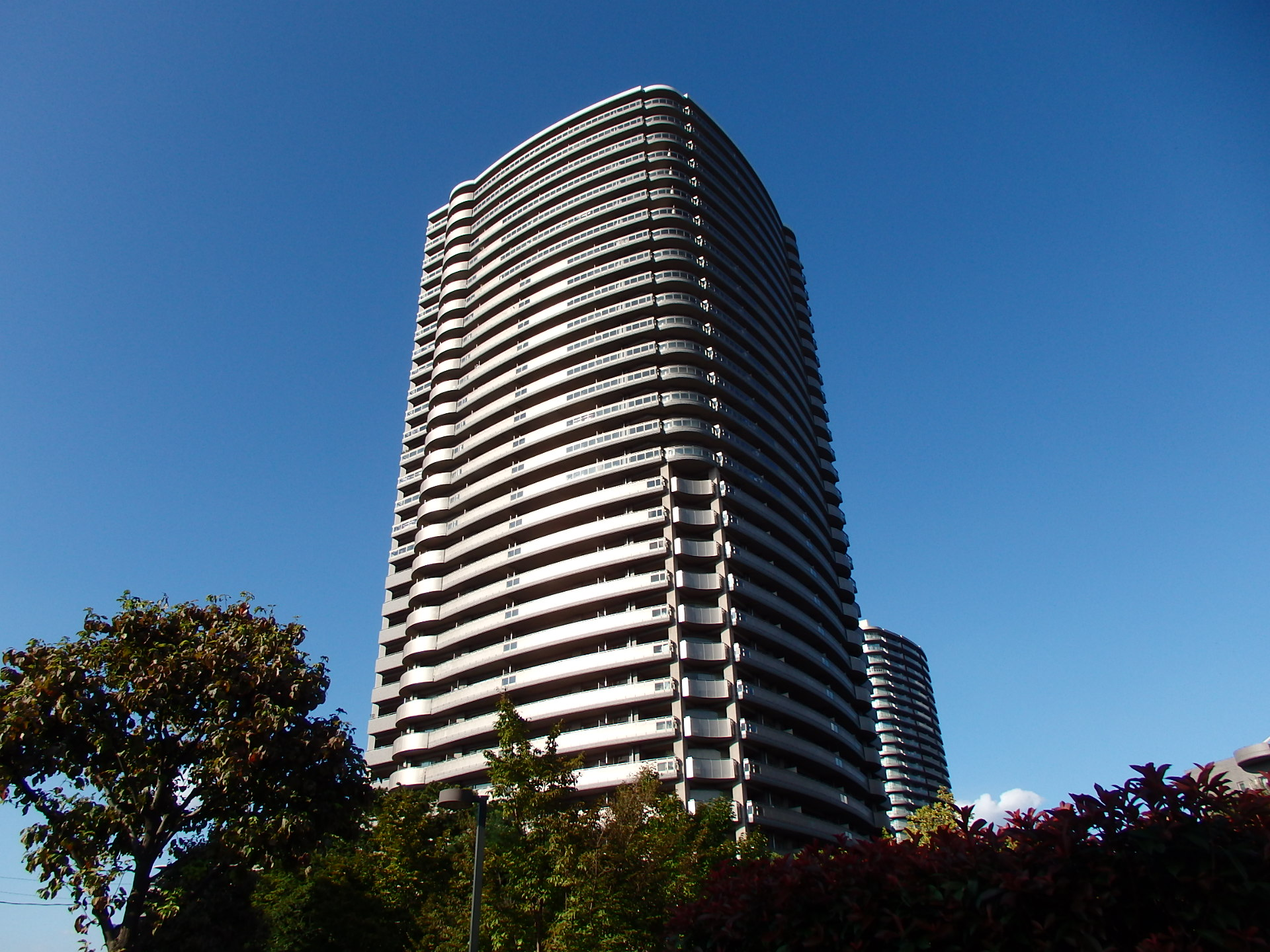
アイムふじみ野アイムタワーウエストコート

駅周辺地域では土地区画整理事業が実施された。

### 東口
- ふじみ野ナーレ - コンコース直結の駅ビル。東武ストア・DAISOなどが入居する。
- 東入間警察署ふじみ野駅前交番
- ハードオフ・ホビーオフ
- 富士見市立ピアザふじみ
- 富士見市立ふじみ野交流センター
- 富士見市立勝瀬中学校
- 富士見市立ふじみ野小学校
- 富士見市立勝瀬小学校
- 富士見勝瀬郵便局
- 上福岡駒林郵便局
- 勝瀬原記念公園
- 渡戸どんぐり公園
- 東入間医師会休日急患診療所
- にしじまクリニック
- シティヴェールふじみ野
- アコレ ふじみ野駅東口店
- ヤオコー上福岡駒林店

### 西口
- アイムプラザ - 3階がコンコース直結の駅ビル[5]。
- パレットふじみ野
- 東武ストア フエンテ ふじみ野店
- 埼玉りそな銀行ふじみ野支店
- みずほ銀行ふじみ野支店
- 東武スポーツクラブ プレオンふじみ野
- トナリエ ふじみ野 - 旧アウトレットモール・リズム（日本初の大型アウトレットモール）。
  - ロピア ふじみ野店（2016年11月29日オープン）
- イオン 大井店
  - イオンシネマ大井
- 埼玉県東入間警察署
- 入間東部地区消防組合本部
- ふじみ野駅西口郵便局
- ふじみ野市産業文化センター
- セイコーモータースクール
- 文京学院大学
- アコレ ふじみ野駅西店

## バス

### 西口発着
東武バスウエスト（川越営業事務所）
- ふじ01：大井循環
- ふじ01：さくら住宅行き（夜間）
- ふじ02：上福岡駅東口行き
- ふじ03：イオン循環
- 鶴01：鶴瀬駅東口行き（ふじみ野駅発平日片道1本のみ）
- 深夜急行バス「ミッドナイトアロー川越」（降車専用）：池袋駅西口発、神明町車庫行き

ライフバス
- 6A：上富経由鶴瀬駅西口行き
- 6B：セントラル病院経由鶴瀬駅西口行き

ふじみん号（ふじみ野市内循環ワゴン）
- Cコース
- Eコース

#### エアポートリムジン（空港連絡バス）
東武バスウエスト・東京空港交通
- 成田空港行き

東武バスウエスト・京浜急行バス
- 羽田空港線 - 国内線第2ターミナルビルを19時35分以降に出発する便が当駅終着となる。また、羽田空港国際線ターミナルビル開業に際して早朝時間帯に当駅始発便の運行も開始した。

### 東口発着
東武バスウエスト（新座営業事務所）
- ふじ05：ららぽーと富士見行き

ライフバス
- 2：富士見ニュータウン折返し

富士見市内循環バス
- ふじみ野駅線

ふじみん号（ふじみ野市内循環ワゴン）
- Bコース

## 付記
- 東口・西口にそれぞれ駐輪場が設置されている。
- 当駅自体は富士見市にあるが、当駅周辺は富士見市とふじみ野市の市境が入り組んだ場所であり、駅の近辺には富士見市ふじみ野東・同市ふじみ野西・ふじみ野市ふじみ野という似た地名が入り組んで存在している。

### 駅名の由来
「ふじみ野」の名称は、駅の所在地である富士見市の市名に由来し、富士見市・上福岡市・入間郡大井町・同郡三芳町の2市2町の合併が協議（後に取りやめとなった）際の市名候補にもなった。その後、上福岡市・大井町が合併する際、諸々の理由から市内に存在しない当駅の駅名である「ふじみ野」を新市名としたため、「富士見市にあるふじみ野駅、ふじみ野駅のないふじみ野市」という難解な関係が生じている（市名選定の経緯の詳細は「ふじみ野市」の項目を参照）。

## 隣の駅
東武鉄道
 東上本線
■川越特急・■快速急行
通過
■TJライナー
池袋駅 (TJ 01) - ふじみ野駅 (TJ 18) - 川越駅 (TJ 21)
■急行
志木駅 (TJ 14) - ふじみ野駅 (TJ 18) - 川越駅 (TJ 21)
■準急・□普通
鶴瀬駅 (TJ 17) - ふじみ野駅 (TJ 18) - 上福岡駅 (TJ 19)